# Изгрей зора на свободата
„Маршът на македонските революционери“ (изписване до 1945 година: Маршъ на македонскитѣ революционери), известен още като „Изгрей зора на свободата“ (изписване до 1945 година: Изгрѣй зора на свободата), е български военен марш, използван от Вътрешната македонска революционна организация, Македонската патриотична организация, а също и като пръв химн на Народна Република Македония.

## История на песента

### В България
Текстът и музиката на марша са написани от Александър Морфов през 1923 г. по конкурс на ВМРО. Предложеният марш е представен от композитора на Тодор Александров в дома на генерал Коста Николов. В периода преди Втората световна война маршът се изпълнява като официален химн на ВМРО. „Изгрей зора на свободата“ традиционно се изпълнява на всички редовни събития на Македонската патриотична организация след създаването ѝ през 1925 година.

### В СР и Република Македония
Според някои публикации в периодичния печат на Република Македония, поетът Кочо Рацин се опитал да адаптира припева на песента към нововъзникващия македонски литературен език непосредствено преди убийството си през 1943 година.
Първото заседание на АСНОМ, състояло се на 2 август 1944 година в манастира „Св. Прохор Пчински“, се открива с изпяване на „Изгрей зора на свободата“. Песента става неофициален химн на новосформираната Народна Република Македония, където се изпълнява до 1948 година, когато е забранена от комунистическите власти като българофилска. И днес в Северна Македония към тази песен съществува резервирано отношение.

### Съвременност
Днес маршът е официален химн на ВМРО-БНД, на Македонската патриотична организация в САЩ и Канада и се използва на редовните срещи на „Сдружение Радко“.

## Текст
| „ | Изгрѣй, зора на свободата, Зора на вѣчната борба. Изгрѣй въ душитѣ и въ сърдцата На всички роби по свѣта! Тирани, чудо ще направимъ, Ний чуждо иго не търпимъ, Съ юнашка кръвь ще ви удавимъ, И пакъ ще се освободимъ! Юнаци смѣли пакъ развиха Окървавени знамена, Комити нови забродиха Изъ македонската земя. Тирани, чудо ще направимъ... Ечатъ гори, поля, балкани Отъ бойни пѣсни и ура, Сноватъ борцитѣ-великани Навредъ, готови за борба. Тирани, чудо ще направимъ... Насъ нищо вечъ не ще уплаши, И тъй живѣемъ день за день... Свещени сѫ горитѣ наши, Изъ тѣхъ свободни ще измрѣмъ! Тирани, чудо ще направимъ... | “ |